# Citroën Ami (veículo elétrico)
O Citroën Ami é um quadriciclo elétrico de dois passageiros comercializado pela fabricante francesa Citroën, produzido a partir de 2020 e comercializado a partir de junho de 2020. O veículo foi desenvolvido pelo Groupe PSA (agora incluído na Stellantis) em colaboração com a Altran, uma subsidiária de consultoria de engenharia da Capgemini.
Foi anunciado em 2019 como o carro-conceito Ami One. Seu nome é derivado do do Citroën Ami original, que foi comercializado de 1961 a 1978.

## Visão geral
O Citroën Ami foi apresentado em 27 de fevereiro de 2020 na Paris La Défense Arena e sua comercialização começou em junho do mesmo ano na cor exclusiva "Ami Blue" (azul-cinza) personalizável com adesivos. Para reduzir o preço, é produzido no Marrocos na fábrica da PSA em Kenitra.
Em junho de 2022, a Citroën lançou o My Ami Buggy, uma edição limitada (50) inspirada no conceito My Ami Buggy.

Em maio de 2023, 1.000  Ami Buggys de segunda geração foram produzidos para venda na Europa, Turquia e Marrocos.

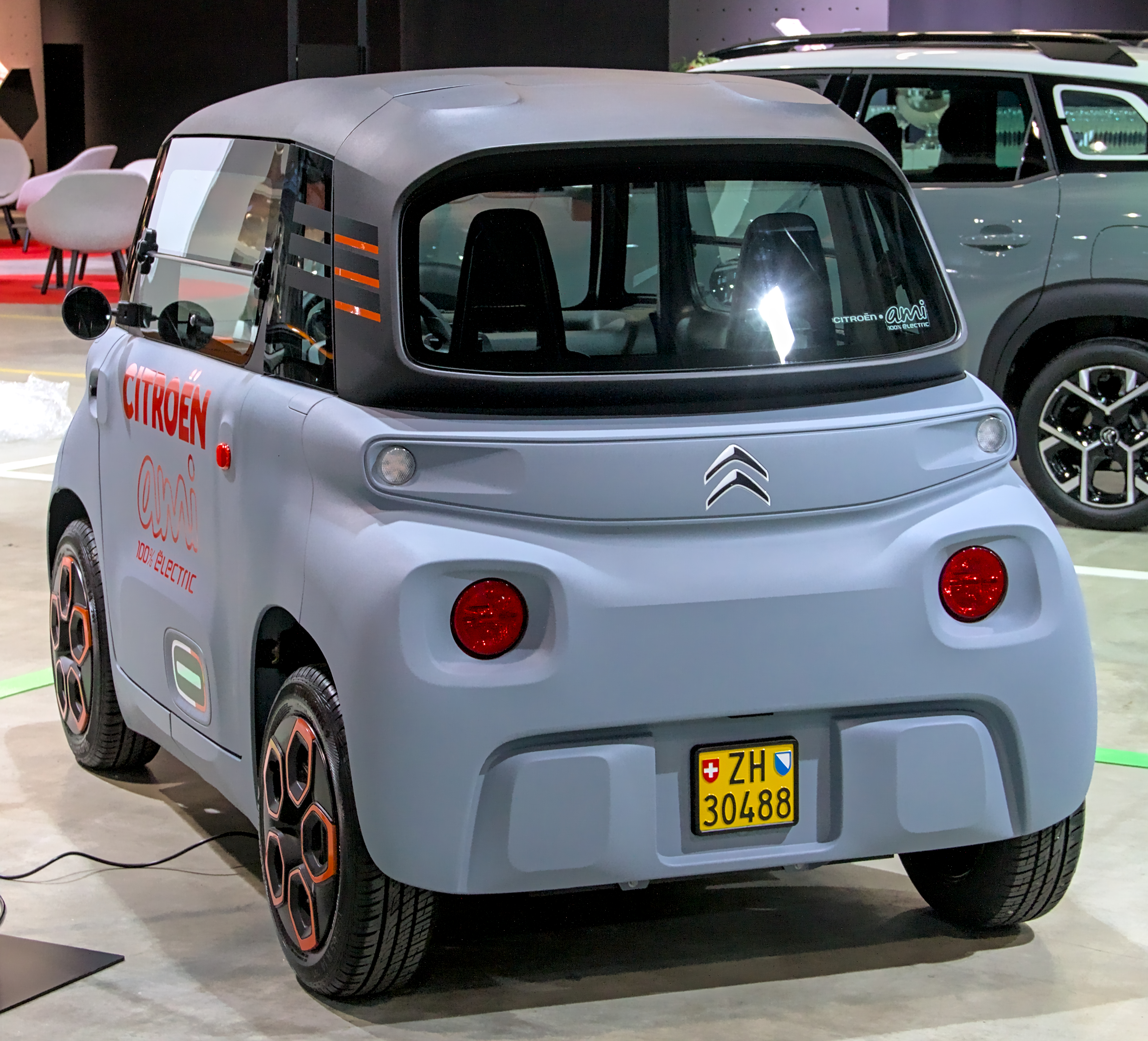
Visão traseira
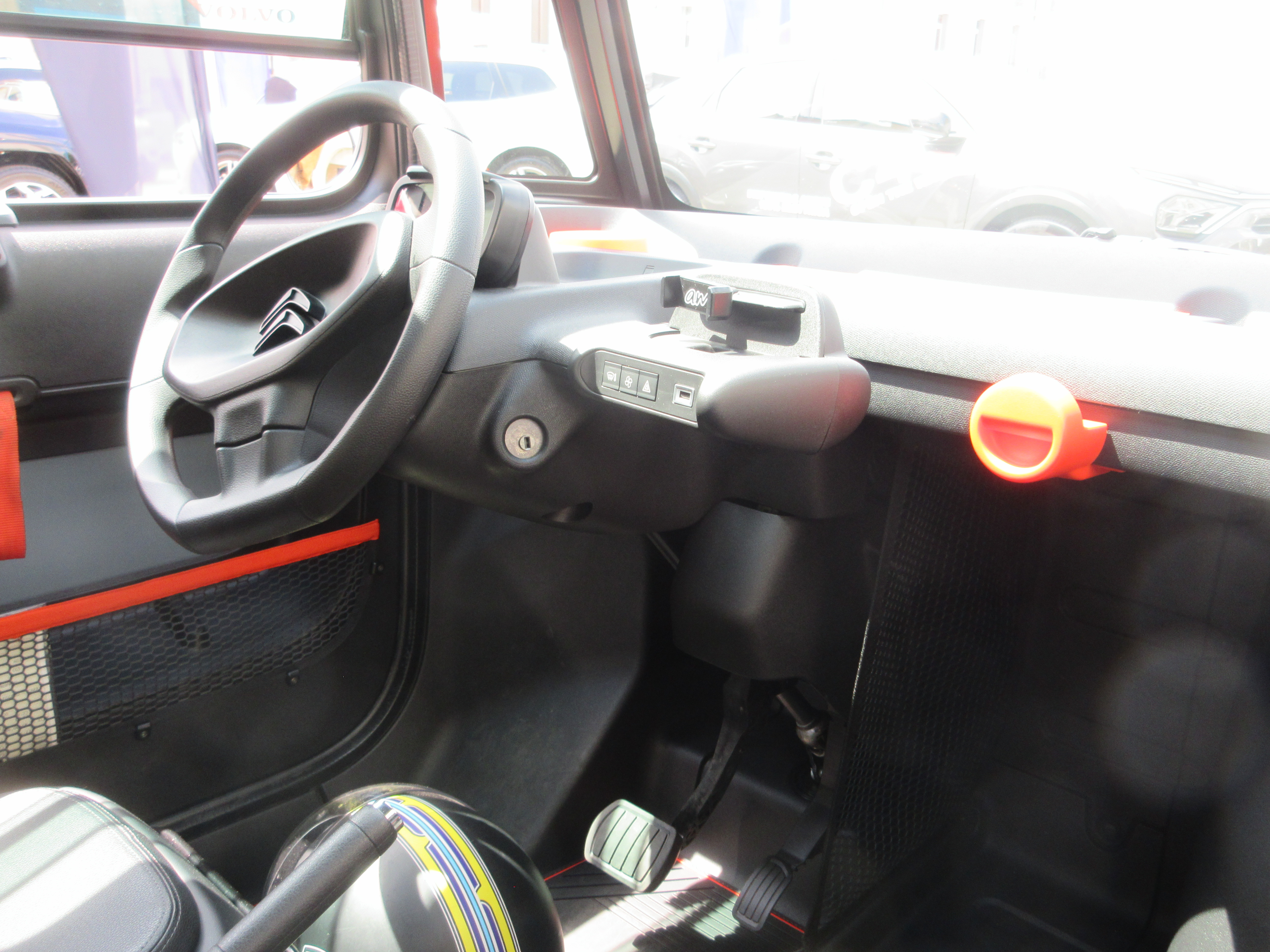
Interior
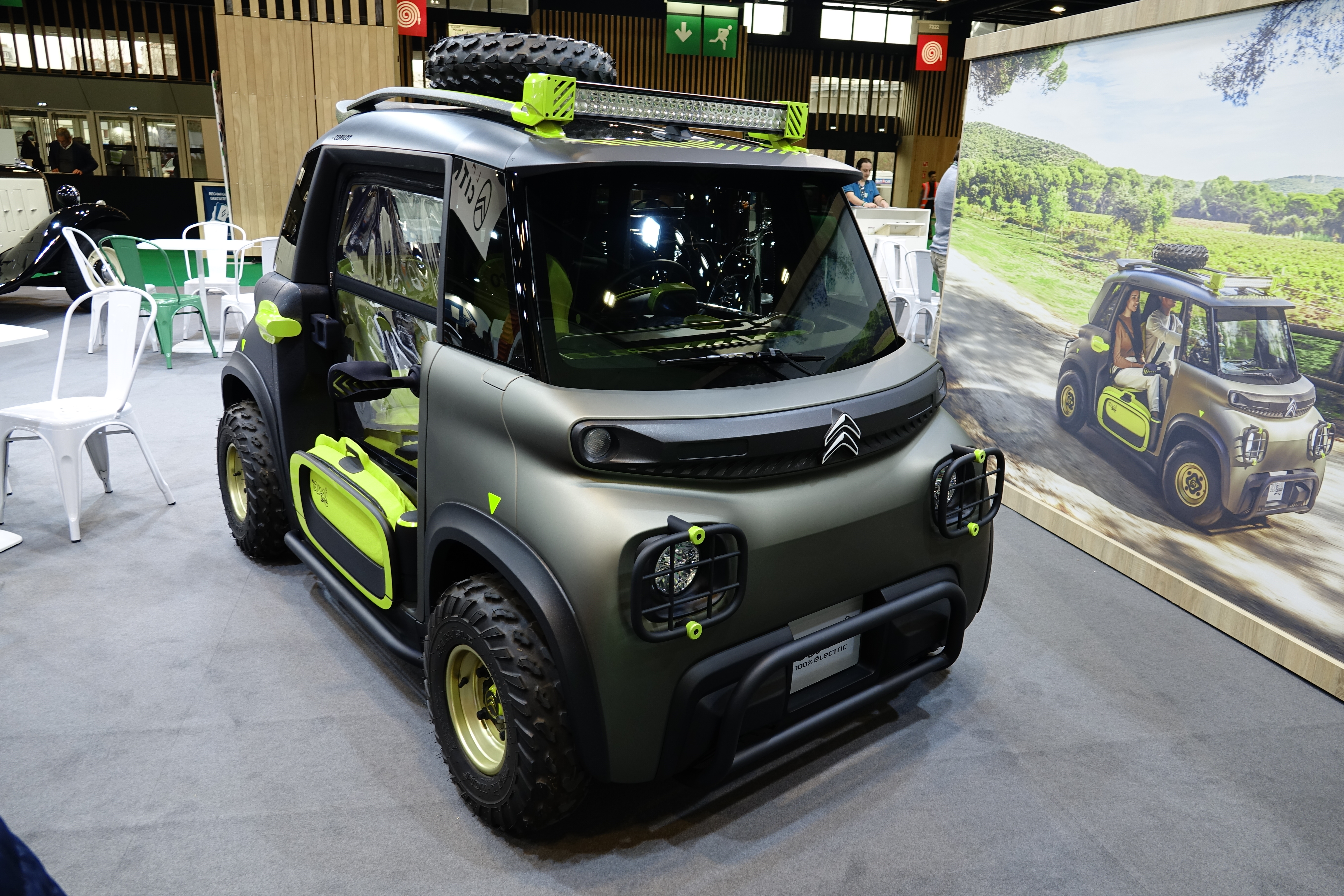
Conceito Citroën My Ami Buggy

### Opel Rocks-e
Em agosto de 2021, a Opel apresentou publicamente o modelo Opel Rocks-e, uma versão idêntica do veículo apenas para a Alemanha. Foi colocado à venda em novembro de 2021. A partir de 2023, foi renomeado Opel Rocks Electric, em linha com a eliminação progressiva do sufixo "-e" nos modelos elétricos pela Opel.
Desde 2022, o Opel Rocks Electric também é oferecido também na Holanda, onde coabita com o modelo Citroën.

### Fiat Topolino
A versão elétrica do Fiat Topolino é uma versão rebatizada do Citroën Ami e do Opel Rocks. É o único veículo dos três tipos que possui design dianteiro e traseiro diferentes. Na frente lembra o design do Fiat 500, e na traseira traz lanternas traseiras verticais.

## Características técnicas
Para baratear, o corpo do carro é totalmente simétrico; não apenas simétrico esquerda-direita, mas também simétrico dianteiro-traseiro, com exceção das portas e do teto. As portas abrem em direções opostas, sendo que o motorista possui uma porta do tipo "suicida" enquanto a porta do passageiro abre de forma convencional.
O veículo mede 2,41 metros de comprimento, 1,39 metros (excluindo espelhos) de largura e 1,52 metros de altura. Seu peso total incluindo bateria é 485 quilos .
O quadriciclo Ami é equipado com um motor de 6 kW operando a 48 V. O veículo aceita bateria de íons de lítio com capacidade de 5,5 kWh, recarregável até 80% em três horas em uma tomada doméstica de 230 V, proporcionando alcance máximo de 75 km (47 mi) WMTC.

## Brasil

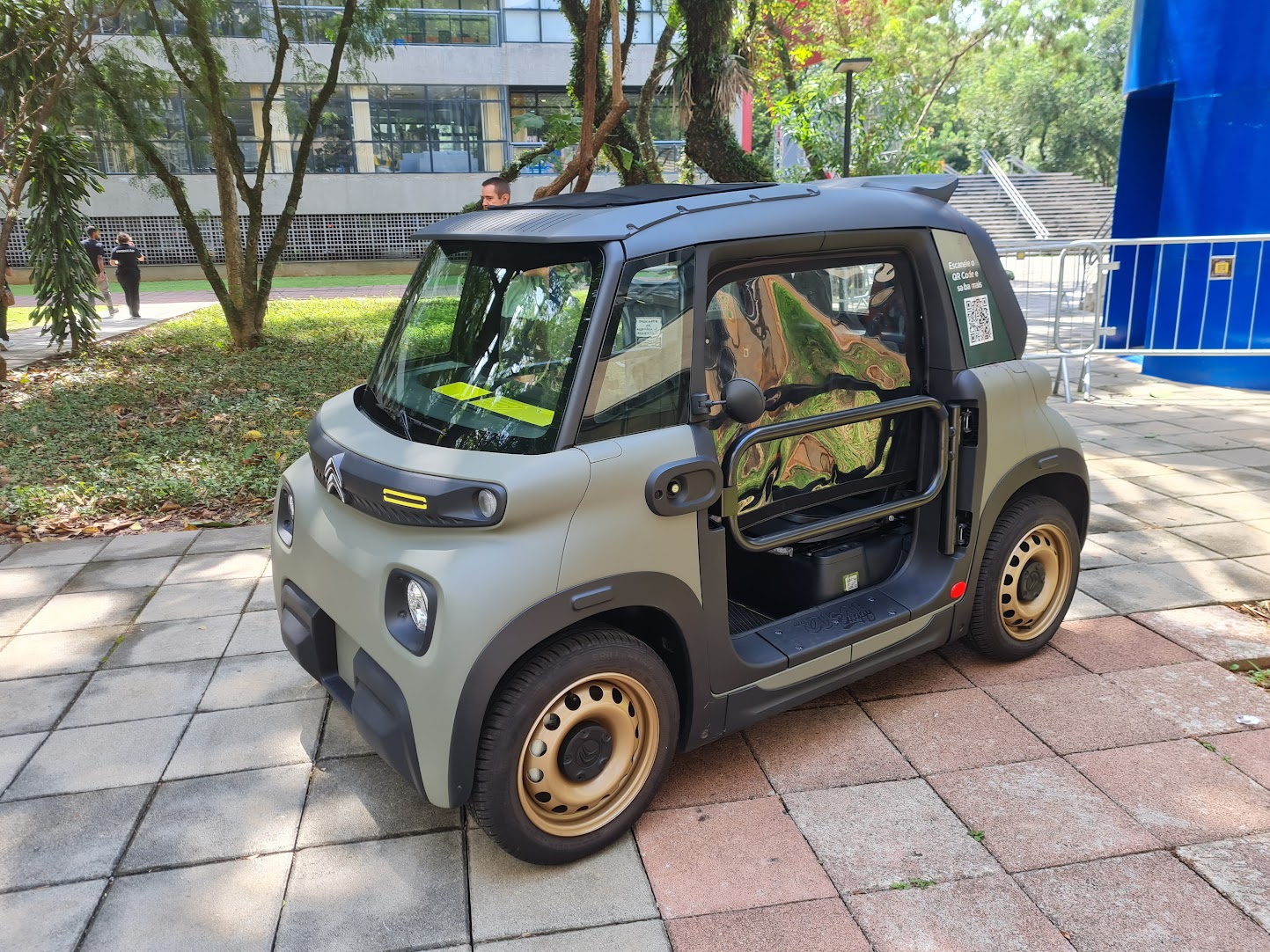
Citroën Ami exibido na Universidade de São Paulo, em São Paulo em 2024

No Brasil, o carro enfrentou dificuldades para autorização a circular nas ruas, devido a diferenças legislativas com a Europa. Em 2023, o mercado brasileiro ainda aguardava a chegada do carro.